# Elecciones estatales de Colima de 1973
Las elecciones estatales de Colima de 1973 se llevaron a cabo el 1 de julio de 1973, y en ellas se renovaron los siguientes cargos de elección popular:
- Gobernador de Colima. Titular del Poder Ejecutivo del estado, electo para un periodo de seis años no reelegibles en ningún caso, el candidato electo fue Antonio Barbosa Heldt.
- 10 ayuntamientos. Compuestos por un Presidente Municipal y regidores, electos para un periodo de tres años no reelegibles para el periodo inmediato.
- Diputados al Congreso del Estado. Electos por mayoría relativa en cada uno de los Distrito Electorales.

## Resultados electorales

### Gobernador
| <div style="background-color:#0000FF; width: Expresión errónea: operador / inesperadopx; height: 12px;"> | % |

| <div style="background-color:#008000; width: Expresión errónea: operador / inesperadopx; height: 12px;"> | % |

| <div style="background-color:#2F4F4F; width: Expresión errónea: operador / inesperadopx; height: 12px;"> | % |